# Odostomia tornata
Odostomia tornata är en snäckart som beskrevs av Addison Emery Verrill 1884. Odostomia tornata ingår i släktet Odostomia och familjen Pyramidellidae. Inga underarter finns listade i Catalogue of Life.